# Sainte-Marie-de-Vaux
 Sainte-Marie-de-Vaux  (en occitano Senta Marí de Vaus) es una población y comuna francesa, situada en la región de Lemosín, departamento de Alto Vienne, en el distrito de Rochechouart y cantón de Saint-Laurent-sur-Gorre.

## Demografía
| 186 | 162 | 150 | 128 | 118 | 134 | 174 |
| Para los censos de 1962 a 1999 la población legal corresponde a la población sin duplicidades (Fuente: INSEE [Consultar]) |     |     |     |     |     |     |